# هيلين بوليك
كانت هيلين بوليك (1992 - 3 أبريل 2020) عضوًا في فرقة الموسيقى الشعبية التركية اليسارية فرقة يوروم.

## الحياة والنضال
عملت بوليك، ابنة عائلة من ديار بكر، في الفن خلال شبابها. شاركت في فرقة يوروم كعازفة منفردة. ألقي القبض عليها لأول مرة خلال عملية للشرطة في مركز إيدل الثقافي في إسطنبول في نوفمبر 2016، عندما تم اعتقالها مع سبعة أعضاء آخرين في المجموعة بتهمة «مقاومة الشرطة والإهانة وكونها عضوًا في منظمة إرهابية». أعلن الموسيقيون بهار كورت وباريش يوكسل وعلي أراسي أنهم بدأوا إضرابًا عن الطعام «إلى أجل غير مسمى ولا رجعة فيه» في 17 مايو 2019 لإنهاء الضغوط من الدولة وحظر الحفلات الموسيقية والغارات على المراكز الثقافية.
انضمت بوليك إلى الإضراب عن الطعام في يونيو 2019. أفرج عنها في نوفمبر 2019 لكنها استمرت في الصيام. في 11 مارس 2020، تم نقل إبراهيم كوكجيك وهيلين بوليك إلى مستشفى عمرانية الحكومي بعد غارة للشرطة ذلك الصباح في منزلهما في أرموتلو بإسطنبول. وفي بيان أدلى به محاميهما ديديم إينسال، ذكر عضوا فرقة يوروم أنهما نُقلا إلى المستشفى بسيارة إسعاف وأنهما أُدخلا إلى غرفة الطوارئ، حيث تم الإعلان عن أنهما لم يقبلا التدخل أو العلاج.

## الموت
توفيت في 3 أبريل 2020، في اليوم 288 من الإضراب عن الطعام في منزلها في إسطنبول، والذي تم كوسيلة للاحتجاج على معاملة الفرقة التركية من قبل الحكومة التركية بقيادة رجب طيب أردوغان. حزنت حشود كبيرة على هيلين بوليك بعد وفاتها، وبدأوا في السير نحو بيت الجمع. لقد تدخلت الشرطة في المسيرة واعتقلت عدة مشاركين. ومع هذا تمكن الحشود من توصيل نعشها إليه. كما حاول الحشود الذهاب إلى المقبرة لكن الشرطة أعاقت ذلك واحتجزت مرة أخرى العديد من المشاركين في المسيرة. بعد ذلك، نقلت الشرطة هيلين بوليك إلى المقبرة.